# Alexander Tiffert
Alexander Tiffert (* 1978 in Rostock) ist ein deutscher Fotograf, Organisationsberater, Hochschuldozent und Autor.

## Werdegang
Tiffert wurde in Rostock geboren und ist dort aufgewachsen. Nach dem Studium des Wirtschaftsingenieurwesens mit dem Schwerpunkt Vertriebsführung und Verkaufspsychologie promovierte er an der Universität Rostock in Emotionspsychologie. Anschließend arbeitete er in internationalen Beratungsunternehmen, bevor er ein eigenes Beratungsunternehmen gründete.

## Lehr- und Forschungstätigkeit
Tiffert ist als Honorardozent an verschiedenen Hochschulen aktiv. Dazu gehören laut Xing unter anderem:
- Hochschule Fresenius Hamburg (Methoden und Konzepte der Organisationsberatung)
- FOM Hamburg (Masterstudiengang HR-Management)
- Nordakademie Elmshorn (Masterprogramm Sales & Marketing, Fach „Verkaufstechnik“)
- Universität Rostock (Programme zu Verkaufspsychologie und Emotionsmanagement)

Dort vermittelt er Inhalte zu Organisationsentwicklung, Vertrieb, Coaching und psychologischen Aspekten von Führung und Kommunikation.

## Veröffentlichungen
Fotografie
- Urban Silence, 2025[2]
- Listen to the White Rabbit, Juli 2024, 132 S., ISBN 978-3947198856.[2]
- Dance with the White Rabbit, 2024[2]
- lettera d’amore, 2024[2]
- Eisenfaust: Einladungen frei zu leben, 2022, 40 S., ISBN 978-3756232178.

Organisationsberatung und Wissenschaft
- Coaching von Mitarbeitern im persönlichen Verkauf. Nachhaltige Kompetenzentwicklung für den Face-to-Face-Kontakt mit Kunden, essentials, Springer Gabler, 2. Auflage, 2021, 60 S., ISBN 978-3-658-34299-9.
- Führung von Vertriebsorganisationen: Strategie – Koordination – Excellence, Edition Sales Excellence, Springer Gabler, 2. Auflage, 2020, Hrsg. mit Lars Binckebanck und Ann-Kristin Hölter, 631 S., ISBN 978-3658267261.
- Customer Experience Management in der Praxis. Grundlagen – Zusammenhänge – Umsetzung, essentials, Springer Gabler, 2019, 64 S., ISBN 978-3658273309.
- Coaching von Mitarbeitern im persönlichen Verkauf: Nachhaltige Kompetenzentwicklung für den Face-to-Face-Kontakt mit Kunden, essentials, Springer Gabler, 1. Auflage, 2017, 66 S., ISBN 978-3658188023.
- Führung von Vertriebsorganisationen: Strategie – Koordination – Umsetzung, Springer Gabler, 1. Auflage, 2014, Hrsg. mit Lars Binckebanck und Ann-Kristin Hölter, 469 S., ISBN 978-3658018306.
- Entwicklung und Evaluierung eines Trainingsprogramms zur Schulung von Techniken des Emotionsmanagement. Eine Längsschnittstudie im persönlichen Verkauf, Hampp Verlag, 2006, 209 S., ISBN 978-3866180727.